# Cloître des Carmes
Le cloître des Carmes, situé place des Carmes et dépendant de l'église conventuelle des Carmes, est l'un des nombreux témoins des couvents édifiés à Avignon au cours du XIIIe siècle. Il a été particulièrement rénové et embelli au cours des pontificats de Jean XXII et de Clément VI. Longtemps occupé par des maisons d'habitation, il a été entièrement dégagé et restauré dans la première partie du XXe siècle et il est devenu depuis 1967 le premier lieu de décentralisation du Festival d'Avignon.

## Historique
Dans la seconde partie du XIIIe siècle, deux ordres mendiants vinrent s'installer à Avignon et se fixèrent à proximité de la première enceinte médiévale. Les premiers furent les Augustins qui, dès 1261, construisirent leur couvent à la sortie du Portail Matheron. Les Carmes suivirent. En 1267, ils se virent concéder un vaste emplacement en dehors du Portail des Infirmières, tout près des « Vieilles Infirmeries » où étaient reclus les lépreux.
Sous la papauté d'Avignon, grâce à la magnificence de Jean XXII (1320-1326), le couvent et son cloître furent agrandis et embellis, ces travaux furent parachevés sous le pontificat de Clément VI. Chaque ordre mendiant voulut avoir la plus grande église conventuelle de la cité. Si celles des dominicains et des franciscains, considérés comme les plus vastes, ont aujourd'hui disparu, l'église des Carmes possède la plus vaste nef et le seul cloître intact.
Celui-ci doit paradoxalement sa survivance aux nombreuses habitations qui y furent construites au cours des siècles. Dégagé et restauré, il a retrouvé son lustre d'antan ainsi que sa salle capitulaire voûtée d'ogives, de liernes et de tiercerons. L'ensemble est dominé par un clocher formé d'une tour carrée surmontée d'un tambour octogonal et d'une flèche (XIVe siècle). On accède actuellement au cloître par une porte ouvrant sur la place des Carmes. L'ancien accès au couvent, daté du XVe siècle, est toujours visible au no 29 de la rue Carreterie. Il dessert le garage privé d'un hôtel.

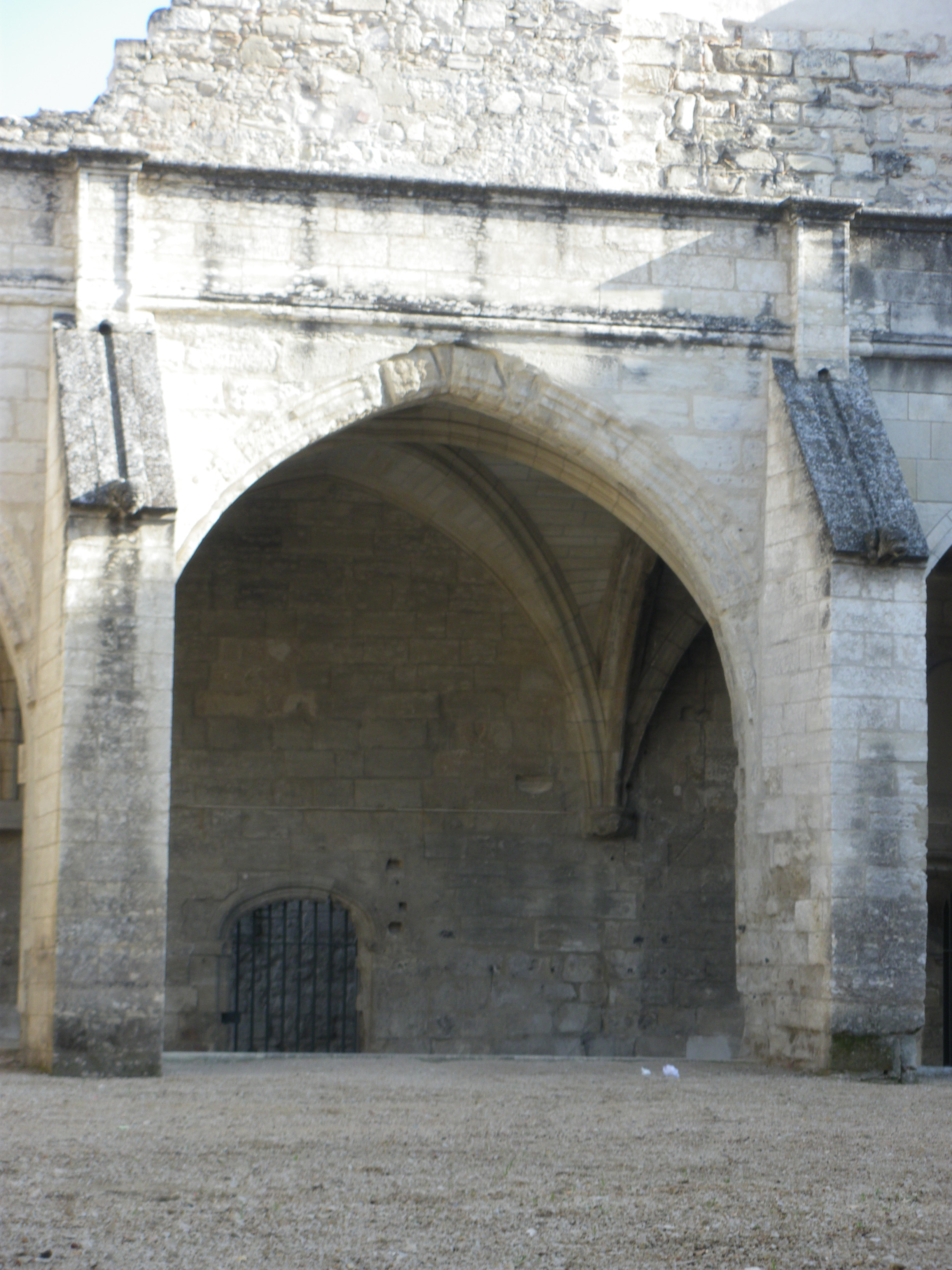
Salle capitulaire
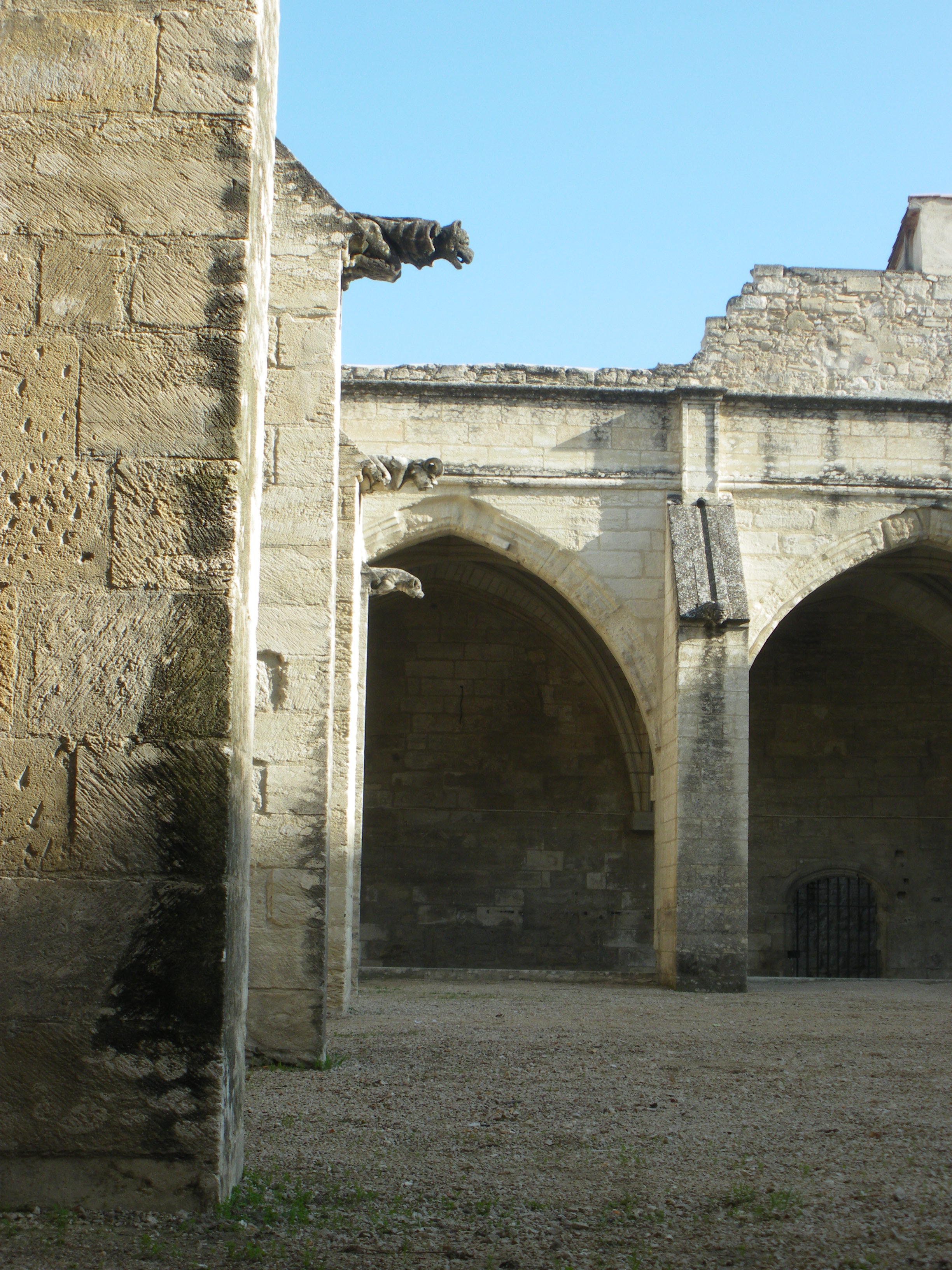
Galerie du cloître et gargouille
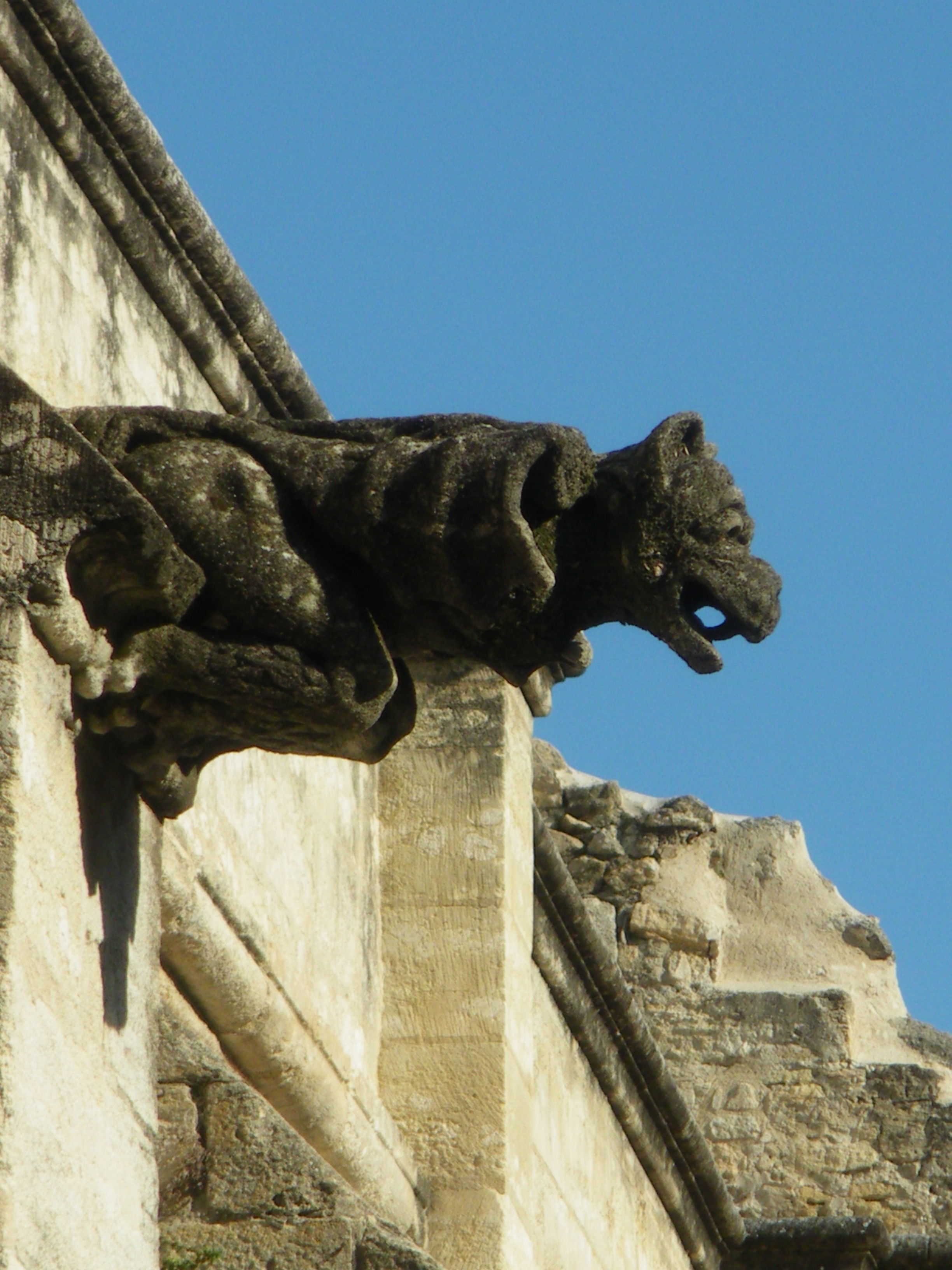
Détail de la gargouille
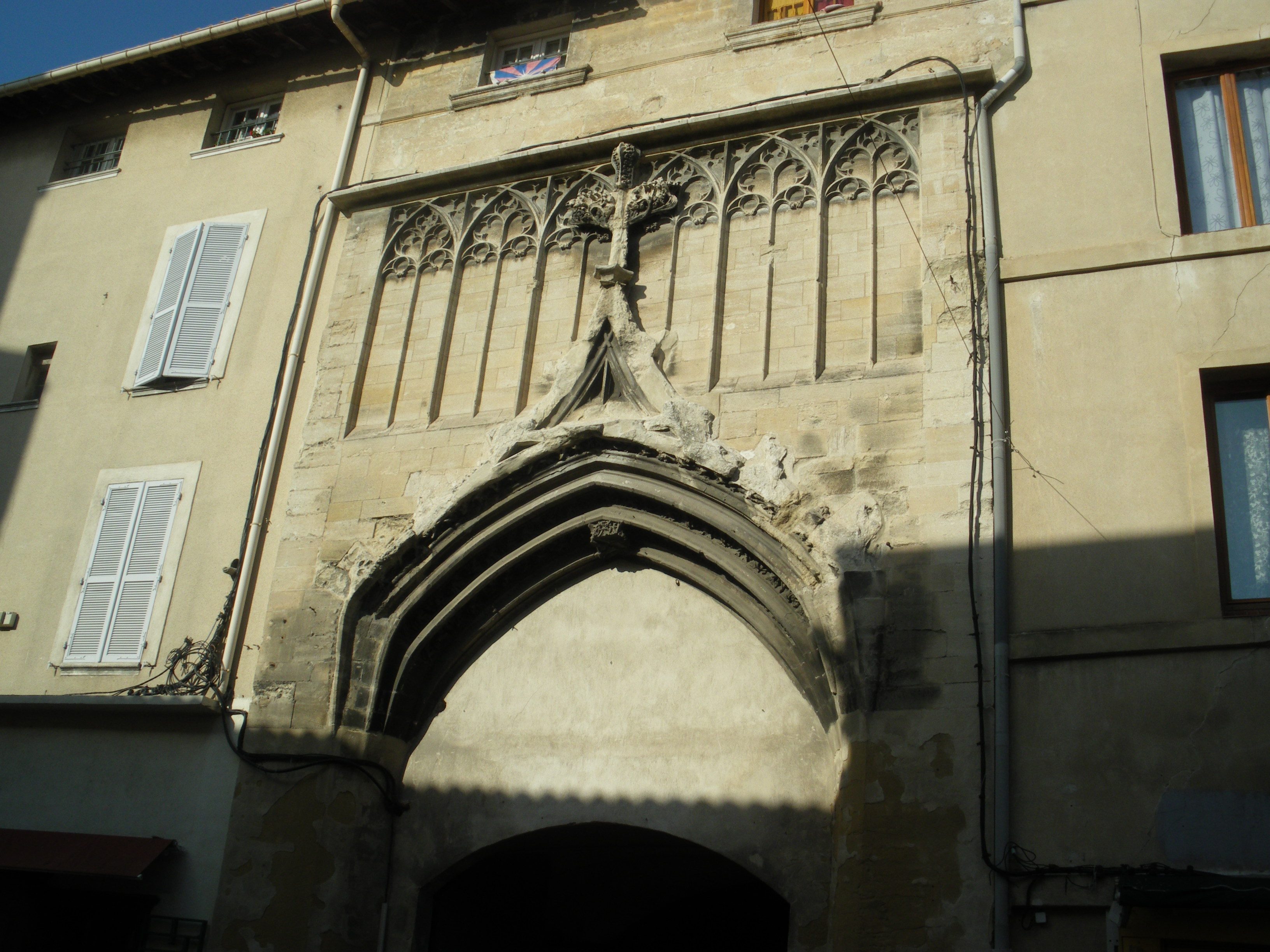
Ancienne entrée du couvent des Carmes